# Скапус (Орегон)
Скапус (енгл. Scappoose) град је у америчкој савезној држави Орегон.

## Демографија
По попису из 2010. године број становника је 6.592, што је 1.616 (32,5%) становника више него 2000. године.
| Група             | 2000.         | 2010.         |
| Белци             | 4.630 (93,0%) | 5.863 (88,9%) |
| Афроамериканци    | 16 (0,3%)     | 28 (0,4%)     |
| Азијати           | 42 (0,8%)     | 86 (1,3%)     |
| Хиспаноамериканци | 122 (2,5%)    | 334 (5,1%)    |
| Укупно            | 4.976         | 6.592         |